# Vincent (Kalifornia)
Vincent statisztikai település az USA Kalifornia államában, Los Angeles megyében. Lakosainak száma 15 714 fő (2020. április 1.).

## Népesség
| Lakosok száma | 15 097 | 15 922 | 15 714 |
|               | 2000   | 2010   | 2020   |